# Амулсарское золоторудное месторождение
Амулсарское золоторудное месторождение — второе по запасам чистого золота месторождение в Армении. Месторождение расположено на юго-востоке страны, в 13 км от города Джермук, в междуречье Арпы и Воротана, на горе Амулсар. Месторождение содержит около 31 млн тонн руды и 40 тонн чистого золота.
Месторождение обнаружено в 2006 году. В 2012 году компания ЗАО «Геотим», обладающая лицензией на разработку месторождения, намерена инвестировать $52 млн в геологоразведку и подготовку к эксплуатации Амулсарского золотоносного месторождения. Размеры зоны оруденения — 3,5 км в длину и 0,5 км в ширину.
По мнению ряда ведущих экологических организаций Армении эксплуатация рудника приведет к неоправданным экологическим рискам.
По мнению главы ОО «Центр любителей птиц» своим заявлением по Амулсарскому проекту уходящий посол США в Армении Ричард Миллс в 2018 году корректно оказывал давление на власти Армении в пользу разработки месторождения.
В ходе выступления в парламенте 24 октября 2018 г. и. о. премьер-министра Никол Пашинян заявил: «Если будет обосновано, что эксплуатация безопасна для Севана и водной системы Джермука, то проект будет реализован. Однако, если есть угроза, то будучи премьер-министром, я не смогу разрешить его реализацию вне зависимости от чего-либо».